# شهرستان فاروج
شهرستان فاروج یکی از شهرستان‌های استان خراسان شمالی ایران است. مرکز این شهرستان، شهر فاروج است.
این شهرستان در تاریخ ۲۷ اردیبهشت ۱۳۸۳ از شهرستان قوچان جدا شد و مستقل گردید.

## جغرافیا

### موقعیت جغرافیایی
شهرستان فاروج از شمال با کشور ترکمنستان، از شرق با شهرستان قوچان، از جنوب شرقی با شهرستان نیشابور و از جنوب با شهرستان خوشاب استان خراسان رضوی، از جنوب غربی با شهرستان‌های بام و صفی‌آباد و اسفراین و از غرب با شهرستان شیروان همسایه است.

### کوه‌ها
- کوه شاه جهان
- کوه شاه داغی
- کوه کیسمار

### رودها
- رود اترک
- رود اسفجیر و دربند
- رود استاد
- رود چری (از میان شهر فاروج گذر می‌کند)
- رود داغیان

## مردم‌شناسی
جمعیت عمده شهرستان فاروج را کردهای کرمانج، ترک‌های خراسان و  تات‌ها تشکیل می‌دهند.

## جاذبه‌های گردشگری
از جاذبه‌های گردشگری، تاریخی و مذهبی این شهرستان می‌توان به موارد زیر اشاره نمود:
- ویرانشهر تیتکانلو
- دند نقاب (محوطه‌های تاریخی کهنه‌قلعه، گه‌لگ)
- تپهٔ تاریخی یام
- امامزاده مرشد بخش خبوشان
- امامزاده عبدالله روستای خرق
- امامزاده جعفر روستای کلاته سیاهدشت

## تقسیمات کشوری
شهرستان فاروج دارای ۲ بخش، ۵ دهستان و ۲ شهر به شرح زیر است:

### شهرستان فاروج
| بخش    | مرکز بخش | جمعیت بخش ۱۳۹۵ | نام دهستان | مرکز دهستان | جمعیت دهستان ۱۳۹۵ | شهر      | جمعیت شهر ۱۳۹۵ |
| ------ | -------- | -------------- | ---------- | ----------- | ----------------- | -------- | -------------- |
| مرکزی  | فاروج    | ۳۴٬۵۷۴ نفر     | شاه‌جهان    | مایوان      | ۹٬۹۰۹ نفر         | فاروج    | ۱۲٬۰۶۱ نفر     |
| مرکزی  | فاروج    | ۳۴٬۵۷۴ نفر     | فاروج      | چری         | ۶٬۹۶۳ نفر         | فاروج    | ۱۲٬۰۶۱ نفر     |
| مرکزی  | فاروج    | ۳۴٬۵۷۴ نفر     | سنگر       | ینگه‌قلعه    | ۵٬۶۴۱ نفر         | فاروج    | ۱۲٬۰۶۱ نفر     |
| خبوشان | تیتکانلو | ۱۴٬۶۶۹ نفر     | تیتکانلو   | تیتکانلو    | ۵٬۸۷۷ نفر         | تیتکانلو | ۳٬۸۳۵ نفر      |
| خبوشان | تیتکانلو | ۱۴٬۶۶۹ نفر     | حصار       | حصار اندف   | ۴٬۹۵۷ نفر         | تیتکانلو | ۳٬۸۳۵ نفر      |

## جمعیت
بر پایه سرشماری عمومی نفوس و مسکن در سال ۱۳۹۵، جمعیت شهرستان فاروج برابر با ۴۹٬۲۷۱ نفر بوده است.

## ورزش
- کشتی آزاد
- کشتی چوخه
- والیبال
- فوتبال
- گود کشتی باچوخه امام مرشد

## نگارخانه

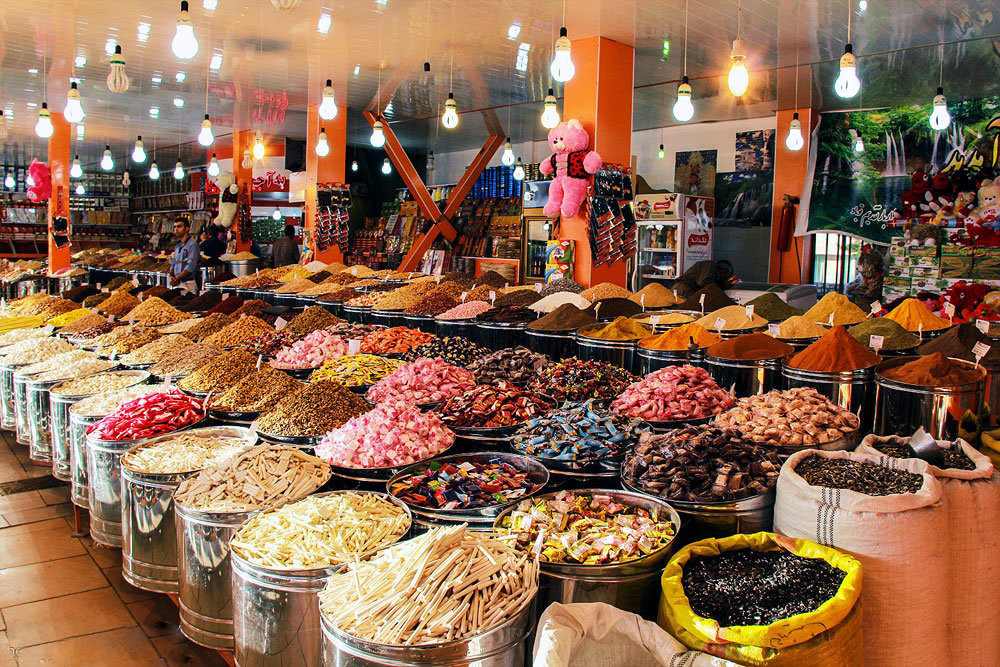
شهر آجیلی فاروج
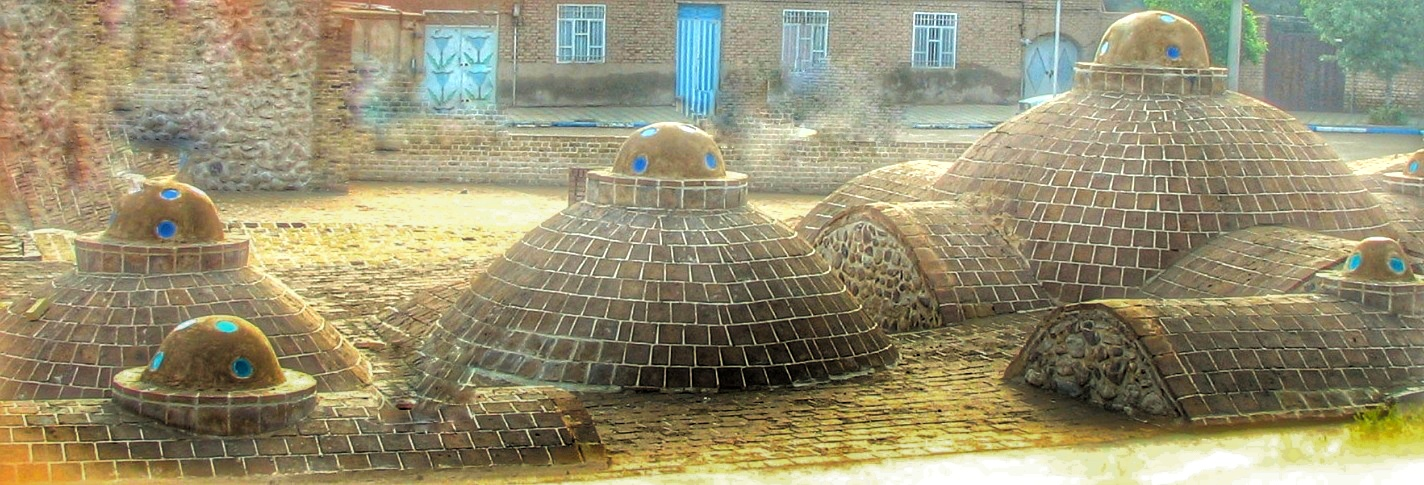
حمام فاروج
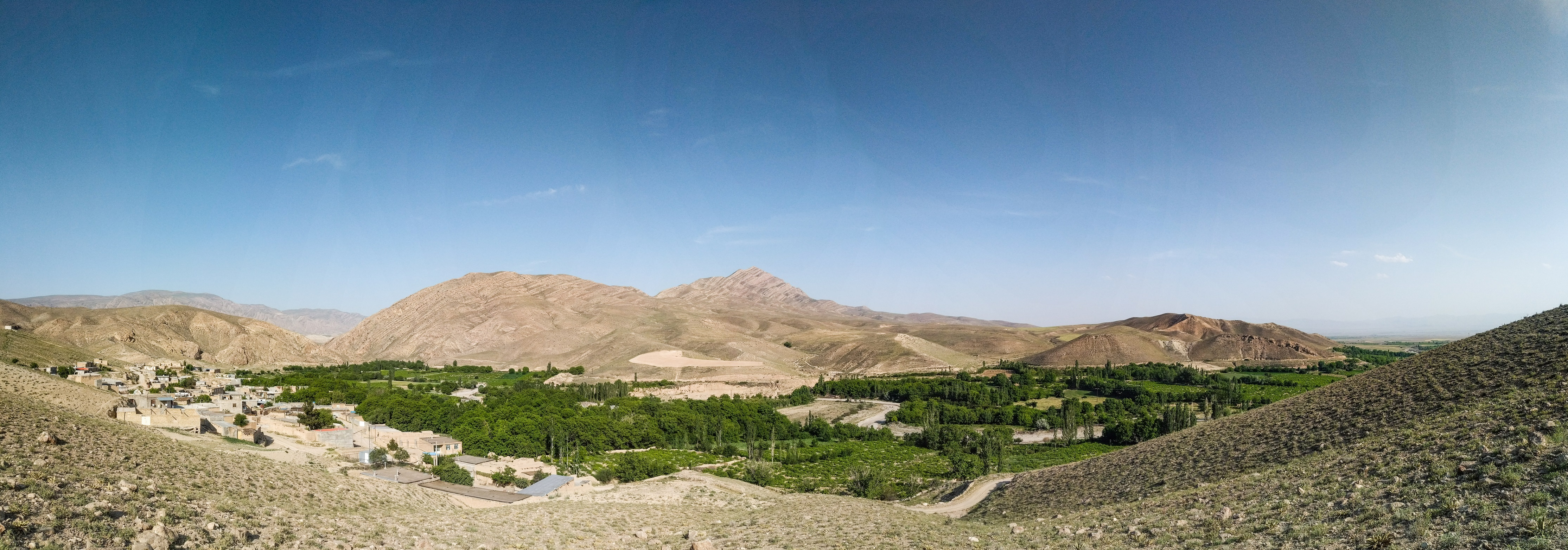
دربند اسفجیر
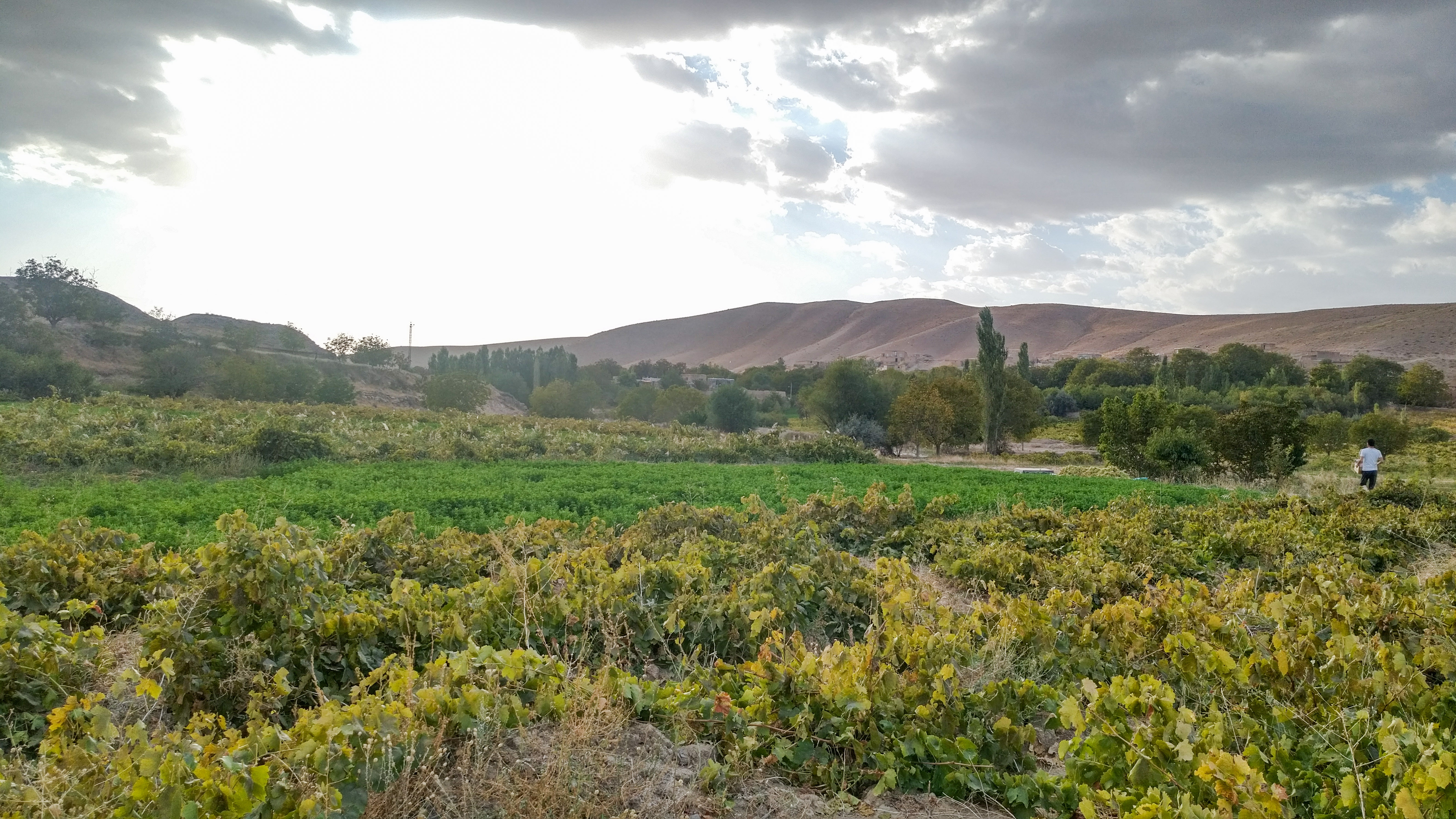
کوران ترکیه
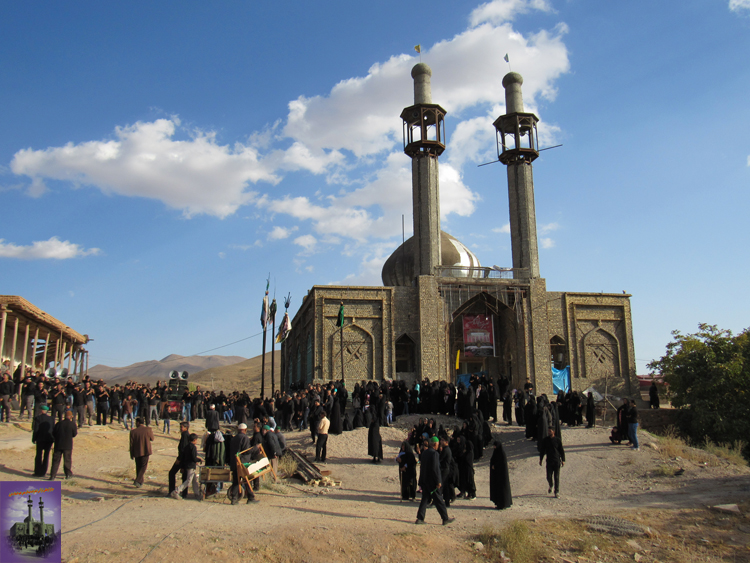
رامگاه عبدالرحمن خرق
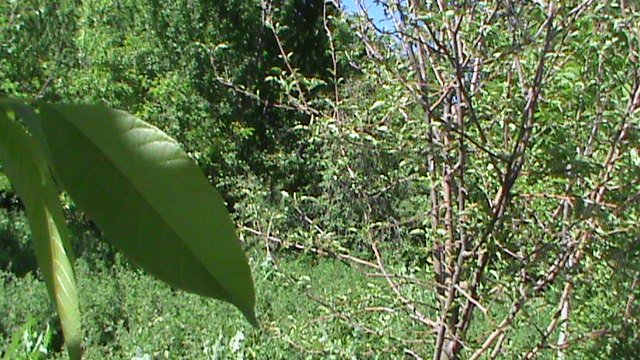
حصار اندوف
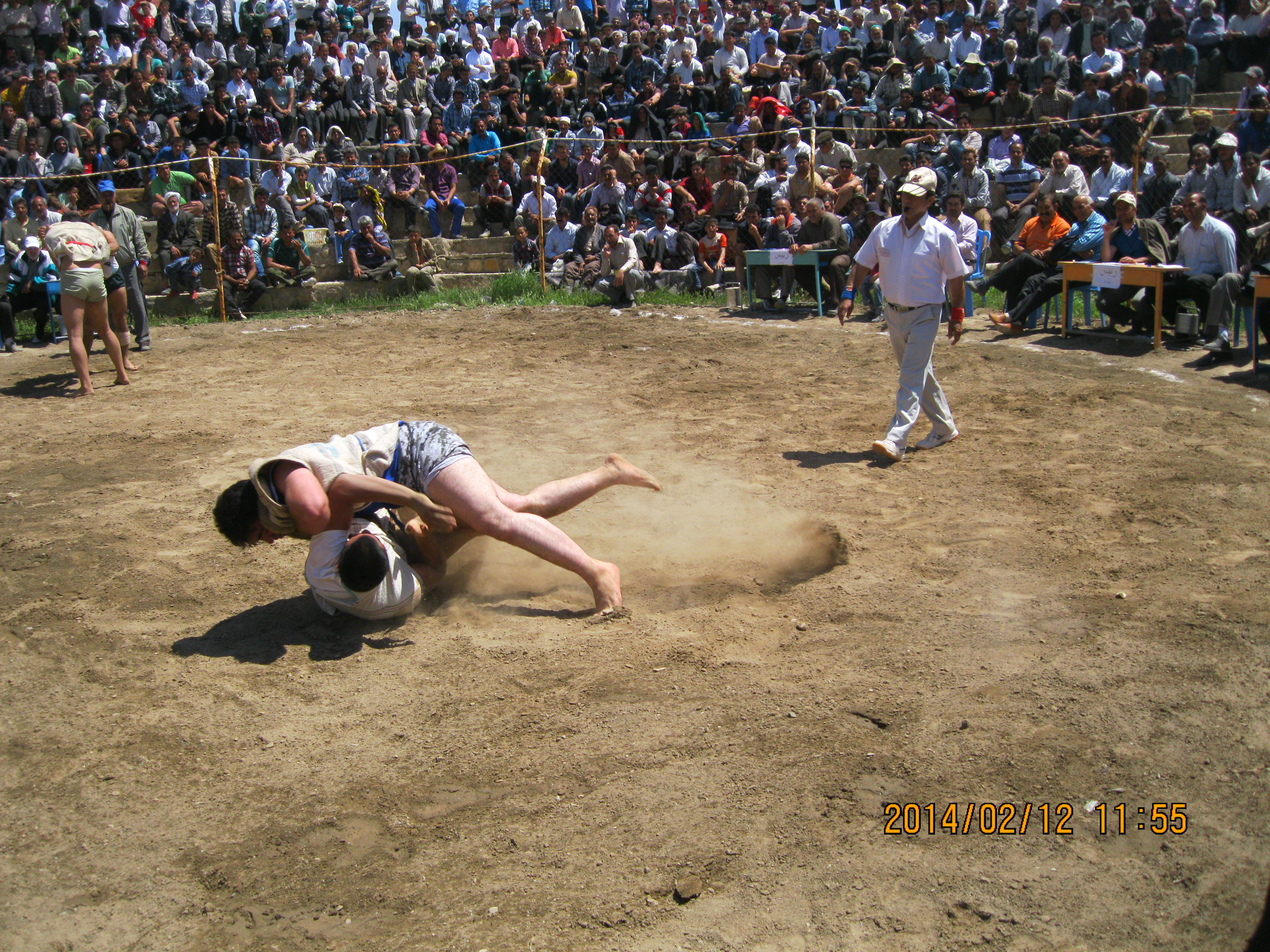
گود کشتی با چوخه امام مرشد